# Sumas
Sumas é uma cidade localizada no estado norte-americano de Washington, no Condado de Whatcom.

## Demografia
Segundo o censo norte-americano de 2000, a sua população era de 960 habitantes.
Em 2006, foi estimada uma população de 1132, um aumento de 172 (17.9%).

## Geografia
De acordo com o United States Census Bureau tem uma área de
3,6 km², dos quais 3,6 km² cobertos por terra e 0,0 km² cobertos por água. Sumas localiza-se a aproximadamente 21 m acima do nível do mar.

## Localidades na vizinhança
O diagrama seguinte representa as localidades num raio de 16 km ao redor de Sumas.